# Heterolocha mokanensis
Heterolocha mokanensis là một loài bướm đêm trong họ Geometridae.